# Лиманская волость (Змиевской уезд)
Лиманская  волость — историческая административно-территориальная единица Змиевского уезда Харьковской губернии с центром в селе Лиман.
По состоянию на 1885 год состояла из 13 поселений, 5 сельских общин. Население 7889 человек (3914 лиц мужского пола и 3975 — женского), 1565 дворовое хозяйство.
|                       | Площадь, десятин | В том числе пахотной, дес. |
| --------------------- | ---------------- | -------------------------- |
| Сельских общин        | 15411            | 13551                      |
| Частной собственности | 3708             | 1661                       |
| Другой собственности  | 232              | 197                        |
| В целом               | 19351            | 15409                      |

Крупнейшие поселения волости по состоянию на 1885 год:
- Лиман, государственная слобода при озере Лиман, 702 двора, 3407 жителей, 2 православных церкви, школа, богадельня, почтовая станция, 6 лавок, базар, 4 ярмарки в год: проводская, 1 июля, 1 октября и 1 ноября.
- Геевка (Бурлей-Геевка), владельческое село при реке Северский Донец, 102 двора, 457 жителей, православная церковь, лавка. 3 ярмарки в год: 1 марта, 14 сентября и 21 ноября, винокуренный завод.
- Нижнерусский Бишкин,государственное село при реке Северский Донец,  148 дворов, 940 жителей, православная церковь, лавка.
- Черкасский Бишкин, государственное село при реке Северский Донец,  296 дворов, 826 жителей, православная церковь, школа, 3 лавки, 3 ярмарки в год: 1 января,  Троица, 15 августа.